# فرن طيني

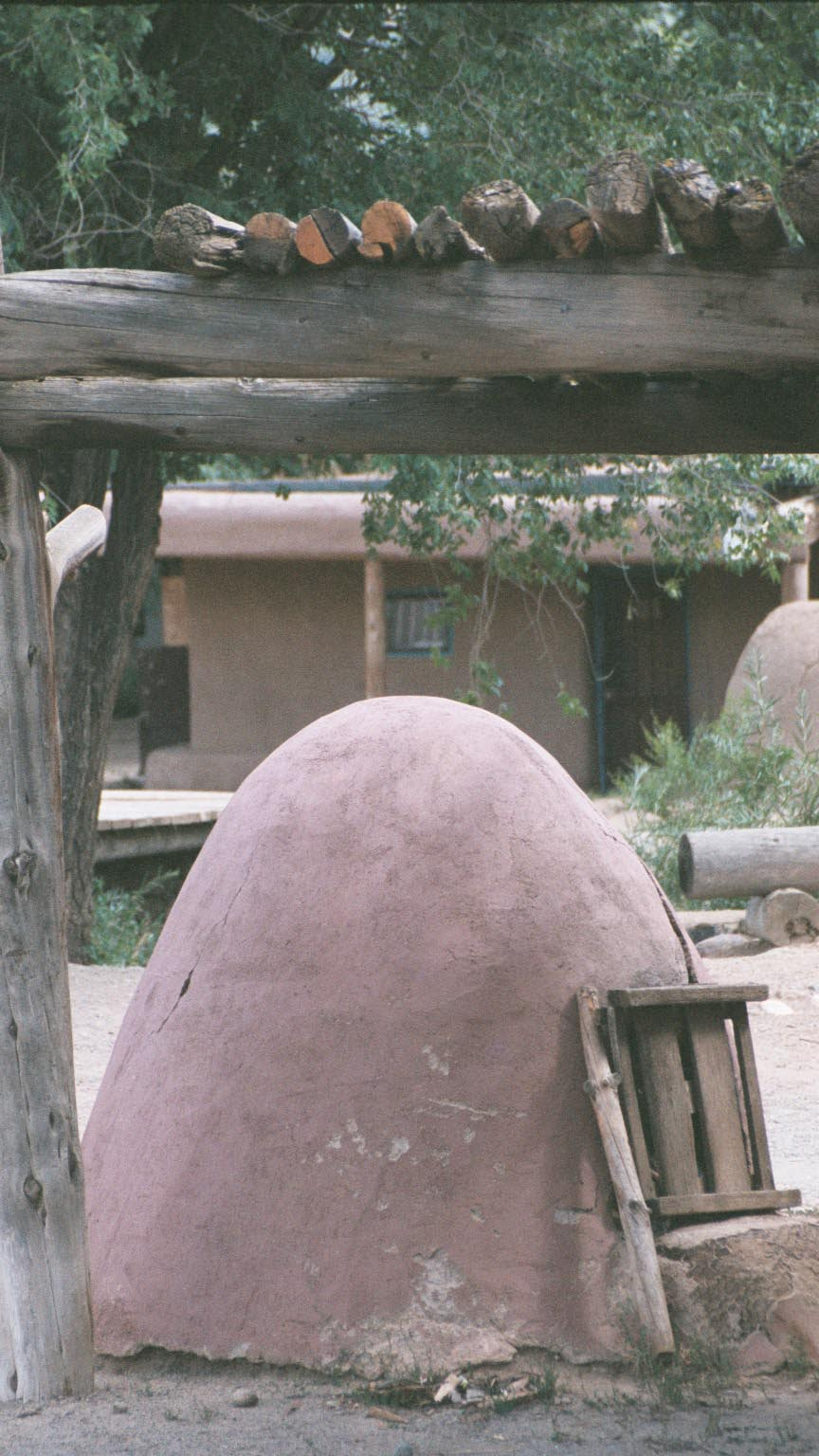
فرن طيني في تاوز بيوبلو في نيومكسيكو عام 2003م.

فرن الطين (بالإنجليزية: Horno)‏ هو فرن خارجي يُصنع من الطوب الطّيني، ويُستعمل من قبل الشعوب الأصلية في الأمريكتين والمستوطنين الأوائل لأمريكا الشمالية. انتقل إلى شبه الجزيرة الإيبيرية من قبل المغاربة، وقد أخذ بالانتشار سريعاً وانتقل إلى جميع الأراضي الأسبانية المحتلة. يشبه فرن الطين شكل خليّة النحل ويستعمل الحطب كمصدر للحرارة. عند إشعال النار داخل الفرن بالحطب وبعد مُضيّ وقت معين يُنتشل الجمر والرماد ويُوضع محله الخبز حتى يُخبز، أو يُغمر الجمر بالماء ثُم يُدخل الذّرة حتى يُطبخ بالبخار. وعند طبخ اللحم، فإن النار تبقى موقدة على الفرن حتى يصل إلى درجة حرارة 340° ثُم يُبعد الفحم إلى الوراء ويُطبخ اللحم في المقدمة. فتحات تنسيم الهواء والدّخان والبخار تُغلق بالطين. 

## التسمية
فرن الطين يقابله باللغة الإنجليزية كلمة "Horno" هي كلمة إسبانية بمعنى الفرن أو التنور مُشتقّة من الكلمة اللاتينية furnus. هذا النوع من الأفران شائع جداً في وسط أوروبا، وخصوصاً في المجر، مع طفرة في الانتشار حاليّاً. الاسم المجري للهورنو هو الكمنس (kemence). وهو منتشر أيضاً في المناطق الريفية في الأرجنتين والأوروغواي من الفترات الاستعمارية حتى الآن، ويُسمّى horno de barro والذي يعني حرفيّاً فرن الطين. 

## معرض الصور

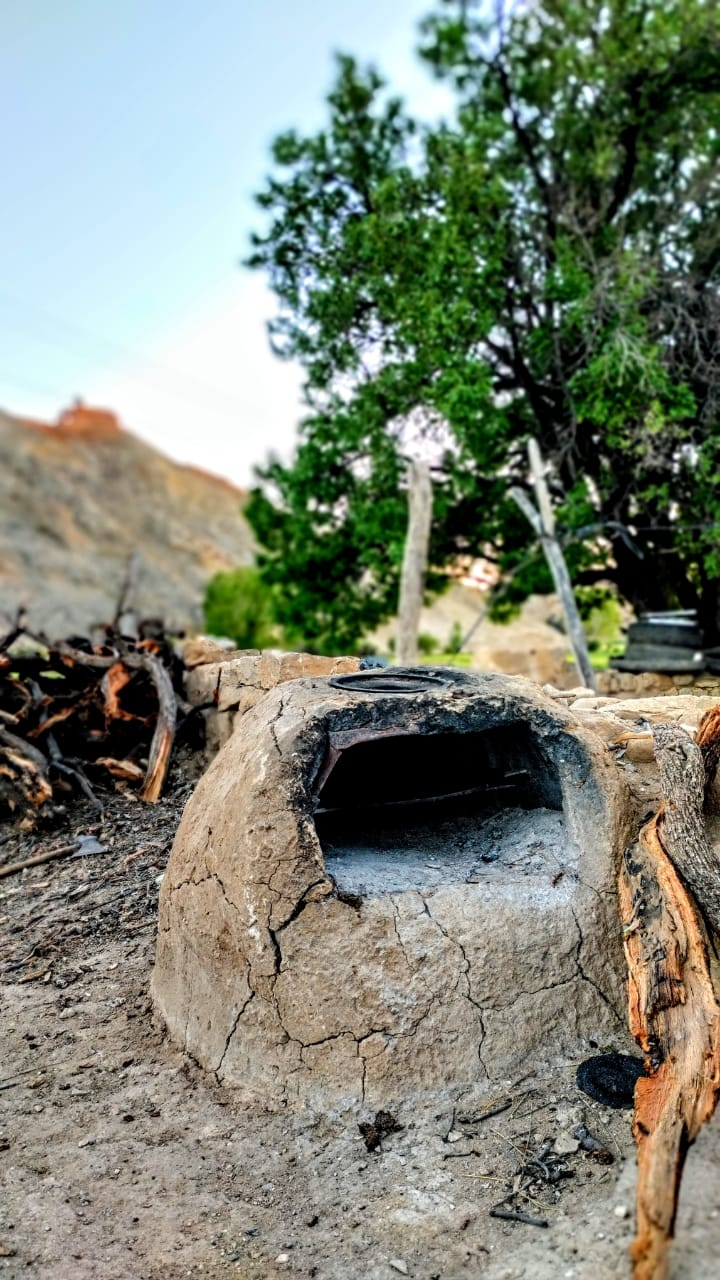
فرن تقليدي من الأطلس المتوسط الشرقي في المغرب. ويُطلق عليه في فلسطين بالفرنية.